# Rita Braches-Chyrek
Rita Braches-Chyrek (* 1968) ist eine deutsche Pädagogin und Hochschullehrerin.

## Leben
Nach dem Studium der Sozialwissenschaften an der Universität Wuppertal wurde sie 1997 wissenschaftliche Mitarbeiterin an der Bergischen Universität Wuppertal. Nach der Promotion 2000 wurde sie 2008 wissenschaftliche Mitarbeiterin und Koordinatorin des Promotionskollegs „Kinder und Kindheiten im Spannungsfeld gesellschaftlicher Modernisierungen“ und des Forschungszentrums Kindheiten. Nach der Habilitation 2011 wurde sie 2013 Professorin für Sozialpädagogik an der Otto-Friedrich-Universität Bamberg.

## Wissenschaftliches Wirken
Ihre Forschungsschwerpunkte sind Theorie und Geschichte Sozialer Arbeit, Kindheits- und Geschlechterforschung und Generationenbeziehungen. Sie ist insbesondere durch ihre Arbeiten zur Geschichte der Sozialen Arbeit bekannt. In ihrer Habilitationsschrift hat sie sich mit dem Denken von Jane Addams, Mary Richmond und Alice Salomon auseinandergesetzt.

## Werke
- Braches-Chyrek (2013): Jane Addams, Mary Richmond und Alice Salomon: Professionalisierung und Disziplinbildung Sozialer Arbeit, Opladen (Barbara Budrich Verlag)